# Adenia isaloensis
Adenia isaloensis là một loài thực vật có hoa trong họ Lạc tiên. Loài này được (Perr.) W.J.de Wilde mô tả khoa học đầu tiên năm 1970.